# Onion skinning

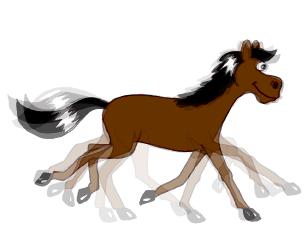
Paper de ceba del fotograma número 7 d'aquesta imatge que mostra els 3 fotogrames anteriors

Onion skinning (en relació al paper ceba) és un terme de gràfics d'ordinador en 2D per anomenar una tècnica utilitzada en la creació de dibuixos animats i edició de pel·lícules per veure molts fotogrames simultàniament. D'aquesta manera, l'animador o l'editor pot prendre decisions relacionades a crear o canviar una imatge en funció de la imatge anterior en la seqüència.
En animació tradicional de dibuixos, els fotogrames individuals d'una pel·lícula eren inicialment dibuixats en paper ceba prim sobre una font de llum (per exemple una taula de llum). El animadors (sobretot els inbetweeners o intermediadors) posaven els dibuixos previs i posteriors al actual exactament a sota el dibuix, de manera que podien dibuixar el fotograma intermedi i així crear una animació suau i fluida.
En la indústria d'animació digital, aquest efecte s'aconsegueix aplicant transparència als fotogrames i projectant-los tots amunt dels altres.
Aquest efecte també es pot fer servir per crear desenfocaments de moviment (motion blur), tal com va es va fer servir a la pel·lícula Matrix quan el caràcter principal Neo esquiva les bales.